# Heremon instabile
Heremon instabile är en insektsart som först beskrevs av Stsl 1862.  Heremon instabile ingår i släktet Heremon och familjen sköldstritar. Inga underarter finns listade i Catalogue of Life.